# Bourg-de-Visa
Bourg-de-Visa è un comune francese di 409 abitanti situato nel dipartimento del Tarn e Garonna nella regione dell'Occitania.

## Società

### Evoluzione demografica
Abitanti censiti